# Чахово (Західнопоморське воєводство)
Чахово (пол. Czachowo, нім. Zachow) — село в Польщі, у гміні Радово-Мале Лобезького повіту Західнопоморського воєводства.
Населення — 89 осіб (2011).
У 1975-1998 роках село належало до Щецинського воєводства.

## Демографія
Демографічна структура станом на 31 березня 2011 року:
|          | Загалом | Допрацездатний вік | Працездатний вік | Постпрацездатний вік |
| -------- | ------- | ------------------ | ---------------- | -------------------- |
| Чоловіки | 44      | 10                 | 33               | 1                    |
| Жінки    | 45      | 8                  | 26               | 11                   |
| Разом    | 89      | 18                 | 59               | 12                   |